# Cantin
Cantin é uma comuna francesa na região administrativa de Altos da França, no departamento do Norte. Estende-se por uma área de 9.32 km². Em 2010 a comuna tinha 1 618 habitantes (densidade: 173,6 hab./km²).